# プロイセン貴族院
プロイセン貴族院（プロイセンきぞくいん、ドイツ語: Preußisches Herrenhaus）は、プロイセン王国議会の上院。1848年の欽定憲法及び1850年の欽定憲法修正憲法により「第一院(Erste Kammer)」という名称で発足し、1855年に貴族院と改称された。下院の衆議院が納税額に応じた三等級選挙権制度による男子民選議院だったのに対し、貴族院は世襲議員と勅任議員で構成される非公選議院だった。1918年11月の革命で共和政になった後、暫定プロイセン政府「人民代表評議会」によって廃止された。

## 貴族院の創設と構成

### 第一院 (1848年-1854年)
1848年12月5日にプロイセン国王フリードリヒ・ヴィルヘルム4世が制定した欽定憲法により、後の貴族院である「第一院(Erste Kammer)」と後の衆議院である「第二院(Zweite Kammer)」から成る二院制議会が制定された。当初は第二院議員が男子普通選挙で選出されるのに対し、第一院議員は男子高額納税者による互選で選出されるという違いであったが、1849年5月の緊急勅令と8月の議会での承認により、第二院の選挙制度は普通選挙から納税額に応じて選挙権を三等級に分ける三等級選挙権制度に変えられ、ついで1850年1月31日の議会で制定された欽定憲法修正憲法の65条で第一院の構成について改正が加えられ、世襲議員、勅任議員、選挙議員という三重構造を取ることになった。その構成は具体的には以下のとおりである。
- 成年皇族議員
- 世襲議員
  - 旧ライヒ直属諸侯だったが、陪臣化でプロイセンの貴族になった家系の家長[注釈 1]
  - 勅令により第一院所属権を付与された家系の家長
- 終身勅任議員
- 選挙議員
  - 法律の定める選挙区の高額納税者によって選出された90人の議員
  - 大都市の自治機関が選出した30人の議員

世襲議員と勅任議員の総数は選挙議員の総数（120名）を超えることができず（つまり議員総数は240人以下）、また勅任議員は世襲議員総数は10分の1を超えないとされていた。そのためこの制度の下だと国王はせいぜい10名程度の勅任議員を任命できるにすぎなかった。

### 貴族院 (1854年-1918年)

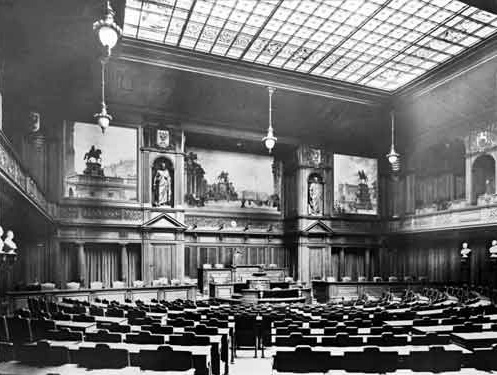
プロイセン貴族院議場（1900年頃）

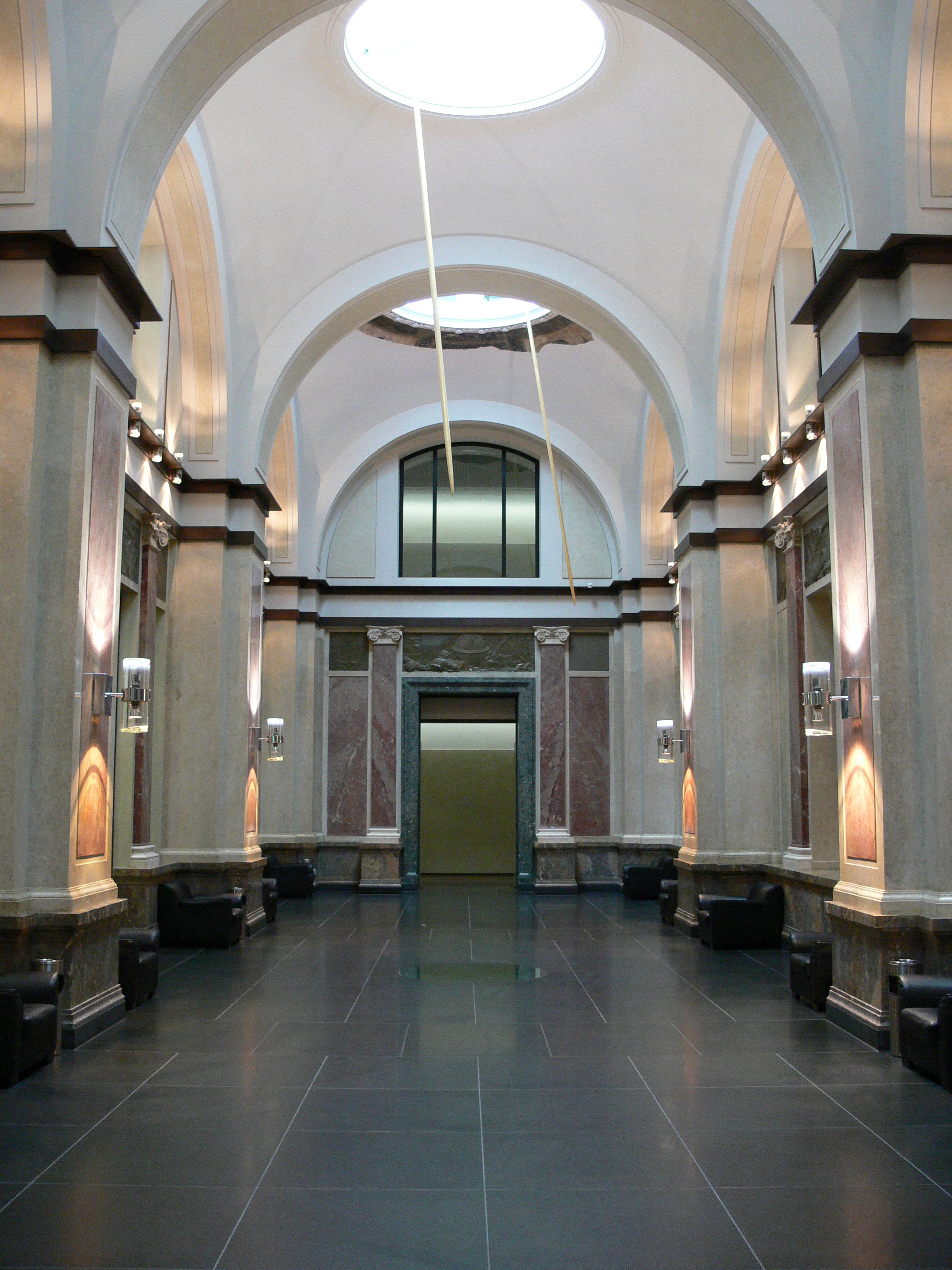
連邦参議院議事堂ロビー。プロイセン貴族院時代当時のまま残されている部分

国王は勅任議員を10名程度しか選べないことに不満があり、選挙議員をすべて排除してイギリス貴族院のように世襲議員と勅任議員のみで上院を構成することを希望していた。しかし国王側近グループ「カマリラ」を中心とする超保守派は、高額納税者選挙制度をユンカーの優越的地位を保証する制度として擁護しており、国王の構想は大貴族偏重と見做して反対していた。国王と超保守派の政治闘争が続いたが、超保守派の第二院(衆議院)議員だったオットー・フォン・ビスマルクが国王側に寝返ったことで国王は1853年に憲法改正法の制定にこぎつけ、第一院を世襲議員と勅任議員のみにすることに成功した。そして1855年の法律によって第一院はその名称を「貴族院」と改称することになった。貴族院は以下のような構成を取った。
- 国王に任命された皇族議員
- 世襲議員
  - ホーエンツォレルン一族の家長[注釈 2]
  - 旧ライヒ直属諸侯だったが、陪臣化でプロイセンの貴族になった家系の家長[注釈 1]
  - 1847年の連合州議会（ドイツ語版）の議員だった侯爵、伯爵、男爵
  - 勅令により貴族院所属権を付与された家系の家長
- 終身勅任議員
  - 4つの大宮廷職（Kanzler、Landhofmeister、Obermarschall、Oberburggraf）の保有者
  - 国王に任命される者。国王による任命は無制限であり、平民でも貴族でも任じることができ、軍高官、政府高官、実業家、慈善団体の長などが選ばれることが多かった。
  - 推薦権を持つ者（一部の都市や大学、国教である福音主義の大聖堂など）から推薦された者。1854年のプロイセン貴族院への推薦権（ドイツ語版）の勅令により古プロイセン地域の18のユンカーの家系にも推薦権が与えられた[4]。

この制度の下では国王は自らの判断で無制限に勅任議員を任じることができ、そのようにして任命された勅任議員の数は1854年から1918年の間に325人に及んでいる。
他国の貴族院と比較すると学者の登用が特徴的である。1854年から1918年の間に40人の大学教授が大学の推薦で議員となっており、さらに21人の教授が国王から直接任じられて議員になっている。現代のイギリス貴族院が一代貴族制のもとに一定数の学者を議員に登用していることを考えると先駆的だったと言える。
とはいえ、全体としてはプロイセン貴族院は皇族、大貴族、ユンカー、高級官僚、高級将校、聖職者を中心に構成されているため、極めて封建的な院としてプロイセン立憲化推進の最大の障害物であり続けた。

## 貴族院および貴族院議員の地位
立法権は国王と衆議院と貴族院の三者の協働で行使され、法案の成立には三者の一致が必要である（憲法62条）。
両議院の召集・停会・閉会、衆議院の解散は国王の専権事項であり、両院の自律的集会権は認められていない（憲法51条）。ただし召集については国王は原則として毎年11月初頭に両院を召集するものと定められていた（76条）。両院の召集・停会・閉会常に同時並行で行われる（77条2項）。国王の衆院解散権は無制限であり、衆院が解散されると貴族院は停会される。
衆議院と貴族院の議員の兼務は禁じられているが（78条4項）、議員と官吏（軍人でも行政官でも司法官でも）の兼務は問題ない。議院内での投票並びに発言に関して議院規律権に基づく懲戒の場合を除いて責任の追及は行われない（84条1項）。貴族院議員には議員歳費は支給されない。

## 貴族院議長
歴代のプロイセン貴族院議長(Präsidenten des Preußischen Herrenhauses)は以下の通り。
- ハンス・ハインリヒ10世・フォン・ホッホベルク侯爵（1854年）
- アドルフ・ツー・ホーエンローエ＝インゲルフィンゲン侯子（1856年-1862年）
- エバーハルト・ツー・シュトルベルク＝ヴェルニゲローデ（ドイツ語版）伯爵（1862年-1872年）
- アドルフ・ツー・アルニム＝ボイッツェンブルク（ドイツ語版）伯爵（1872年-1877年）
- ヴィクトル1世・フォン・ラティボル公爵（1877年-1893年）
- オットー・ツー・シュトルベルク＝ヴェルニゲローデ侯爵（1893年–1896年）
- ヴィルヘルム・アドルフ・ツー・ヴィート侯爵（1897年–1904年）
- エッツァルト・ツー・インハウゼン＝クニプハウゼン（ドイツ語版）侯爵（1904年–1908年）
- オットー・フォン・マントイフェル（ドイツ語版）男爵（1908年-1911年）
- ヴィルヘルム・フォン・ヴェーデル＝ピースドルフ（ドイツ語版）（1912年-1915年）
- ディートロフ・フォン・アルニム＝ボイッツェンブルク（ドイツ語版）伯爵（1916年-1918年）

## 廃止
第一次世界大戦末のドイツ革命により、ドイツやプロイセンは共和政となった。1918年11月14日には中央政府と同様にプロイセン政府にも社民党と独立社民党が3人ずつ閣僚を出し合う仮政府「プロイセン人民代表評議会（Volksbeauftragten）」と執行機関のプロイセン革命内閣が設置された。プロイセン人民代表評議会は翌11月15日にも貴族院の廃止と衆議院の解散を宣言した。
その後、プロイセン憲法制定議会の選挙と召集が行われ、1920年11月30日にプロイセン憲法が制定された。同憲法により民選のプロイセン州議会が設置されるとともに、州議会に対する上院として、県(Provinz)代表で構成されるプロイセン州参議院が設置された。ただしこの州参議院は貴族院と違って立法権を有しておらず、州議会に対して異議を申し立てることができるのみだった（州議会の三分の二の賛成があるとこの異議は拒否される）。